# Wihwa

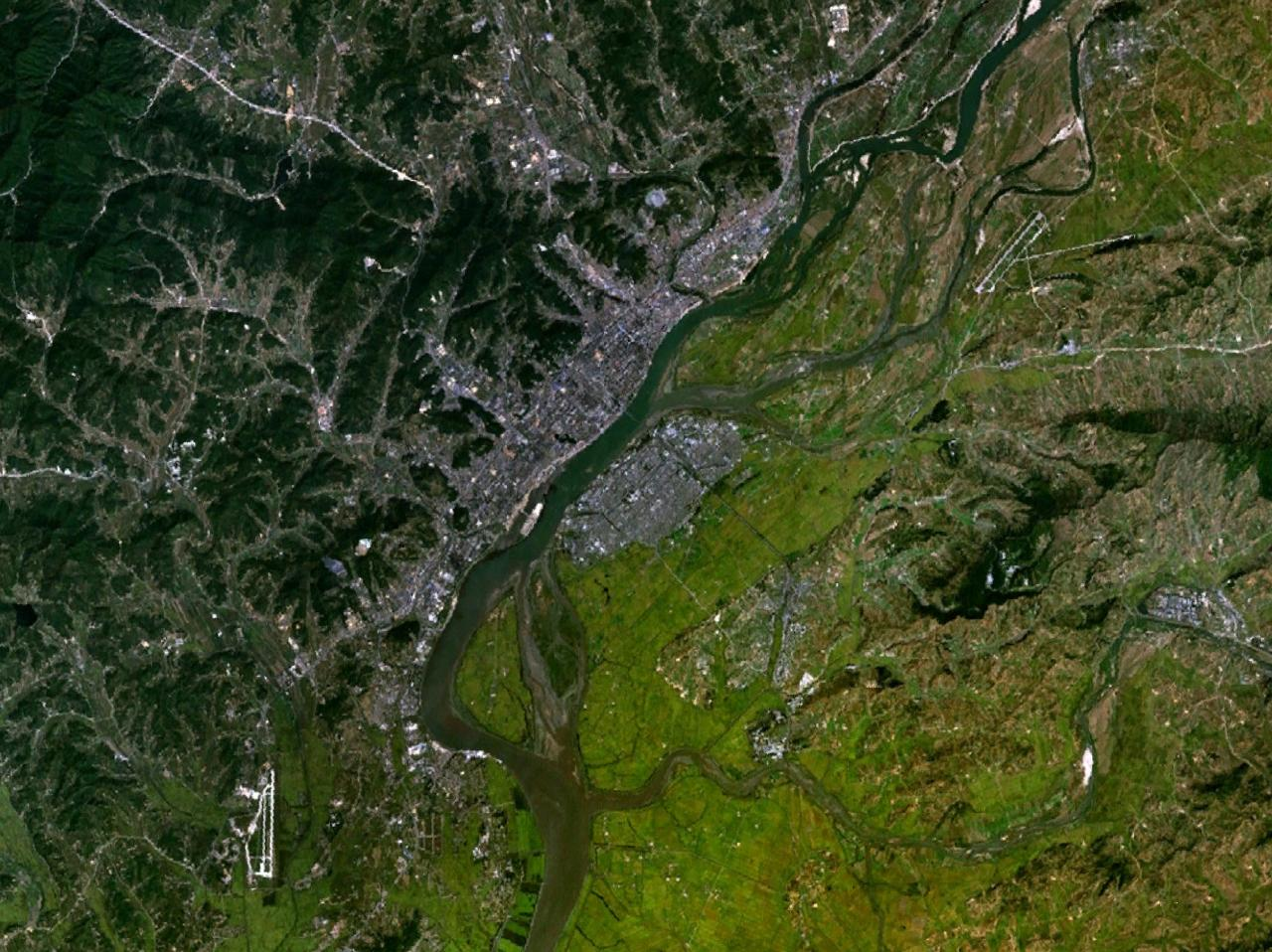
Đảo Wihwa năm nằm ở phía trên bên phải của trung tâm Sinuiju

Đảo Wihwa (tiếng Hàn Quốc: 위화도, tiếng Trung: 威化岛; bính âm: Uy Hóa đảo) là một đảo nằm trên sông Áp Lục, tức biên giới giữa Cộng hòa Dân chủ Nhân dân Triều Tiên và Trung Quốc. Đảo nay thuộc về Bắc Triều Tiên do người Triều Tiên sinh sống trên đảo vào thời điểm ký kết hiện định biên giới Trung-Triều năm 1962.
Đảo Wihwa nổi tiếng trong lịch sử với quyết định của Lý Thành Quế đưa quân trở lại phía nam đến Kaesong, hành động đầu tiên trong một loạt cuộc nổi dậy mà cuối cùng đã dẫn đến việc thành lập vương triều họ Lý.
Tháng 6 năm 2011, Triều Tiên đã ký một hiệp định với Trung Quốc nhằm thành lập một khu vực thương mại tự do trên các đảo Hwanggumpyong và Wihwa, và tại khu vực biên giới gần Đan Đông.